# Όrοs Paikο, stena Apsalou - Mοglenitsas
Όrοs Paikο, stena Apsalou - Mοglenitsas este o arie protejată (arie de protecție specială avifaunistică — SPA) din Grecia întinsă pe o suprafață de 90.953,51 ha, integral pe uscat.

## Localizare
Centrul sitului Όrοs Paikο, stena Apsalou - Mοglenitsas este situat la coordonatele 40°58′22″N 22°17′20″E / 40.972719°N 22.28887°E.

## Înființare
Situl Όrοs Paikο, stena Apsalou - Mοglenitsas a fost declarat arie de protecție specială avifaunistică în martie 2010 pentru a proteja 31 de specii de animale.

## Biodiversitate
Situată în ecoregiunea mediteraneană, aria protejată nu include niciun habitat protejat.
La baza desemnării sitului se află mai multe specii protejate de  păsări (31): uliu cu picioare scurte (Accipiter brevipes), fluierar de munte (Actitis hypoleucos), ciocârlie-de-câmp (Alauda arvensis), pescăruș albastru (Alcedo atthis), lăstunul mare (Apus apus), buha (Bubo bubo), pasărea ogorului (Burhinus oedicnemus), șorecarul comun (Buteo buteo), caprimulg (Caprimulgus europaeus), șerpar (Circaetus gallicus), prepeliță (Coturnix coturnix), lăstun de casă (Delichon urbicum), ciocănitoare de grădină (Dendrocopos syriacus), ciocănitoare neagră (Dryocopus martius), Falco eleonorae, șoim călător (Falco peregrinus), Ficedula semitorquata, Hippolais olivetorum, sfrâncioc roșiatic (Lanius collurio), sfrânciocul cu frunte neagră (Lanius minor), Lanius nubicus, Leiopicus medius, ciocârlie de pădure (Lullula arborea), prigoare (Merops apiaster), codobatura galbenă (Motacilla flava), grangur (Oriolus oriolus), vrabie negricioasă (Passer hispaniolensis), viespar (Pernis apivorus), ciocănitoare verzuie (Picus canus), turturică (Streptopelia turtur), Tachymarptis melba.
Pe lângă speciile protejate, pe teritoriul sitului au mai fost identificate 7 specii de plante, 4 specii de păsări.